# Sabantuy
El Sabantuy és un festival d'estiu tàtar i volga-ural, que prové de l'època de la Bulgària del Volga. Al principi, el Sabantuy era un festival de grangers d'àrees rurals, però va esdevenir la festa nacional i és molt celebrada a les ciutats. L'any 2006, el Sabantuy de Kazan va celebrar-se el 24 de juny.

## Nomenclatura
Sabantuy (Сабантуй, [sʌbɑn`tuɪ]), o més correctament, Saban tuyı (Сабан туе, [sʌb`ɑn tu`jɯ]) és un mot de la llengua tàtara per festa. La forma plural és Sabantuylar ([sʌbɑntuɪ`lɑr]). La festa també és celebrada per altres pobles túrquics al llarg del Volga. En llengua baixkir, també es coneix com a Habantuy (Һабантуй, [hʌbɑn`tuɪ]), en llengua txuvaix — com Akatuy (Акатуй, [ɑkɑ`tuɪ]). El nom de la festa vol dir la festa de la llaurada en llengües turqueses. A vegades se la coneix com a «festa de la llaurada», o Saban bäyräme (Сабан бәйрәме, [sʌb`ɑn bæɪræ`me]).

## Història
Té origen en l'època preislàmica, quan se celebrava abans de l'època de la sembra. Les cançons tradicionals, i altres tradicions del Sabantuy, se suposa que tenen connotacions religioses de l'època. Més tard, amb l'extensió de l'islam entre els tàtars, baixkirs el cristianisme entre els txuvaixos, va esdevenir festa secular. En cada regió, les ciutats es van tornant la celebració de la següent edició.
A l'inici del segle xx, el Sabantuy fou reconegut com la festa nacional dels tàtars. Les autoritats soviètiques varen aprovar aquest festival a causa del seu origen plebeu, però el feren moure a dates posteriors a la temporada de sembra, per tal de fusionar-lo amb l'antiga festa d'estiu coneguda com a Cíin. El 2007, la Federació Russa ha anunciat la voluntat de proposar el Sabantuy dins la llista d'Obres Mestres del Patrimoni Oral i Intangible de la Humanitat.

## Tradicions
Els principals trets del Sabantuy inclouen les competicions esportives tradicionals com ara el köräş (lluita tàtara), la cursa de cavalls, la cursa de sacs, l'escalada de pilars, la cursa de culleres aguantades amb la boca amb un ou a sobre, la batalla de sacs al llistó, la trencadissa d'olles, la recerca d'una moneda en un qatıq (beguda feta de llet agra), entre d'altres. Aquestes activitats prenen part al mäydan, normalment situat a la vora d'un bosc.
Una tradició, anomenada sörän, consisteix en la recollida d'un bo d'ajut per a convidats al festival i premis per als vencedors de les competicions. Qarğa botqası (farinetes de Rook) és un ritual culinari per alimentar amb farinetes als nens del poble, just abans del Sabantuy. Una altra tradició consisteix a anar a resar al cementiri.
En els darrers anys, el Sabantuy s'acostuma a combinar amb els festivals de música folk i pop, com també festivals d'acordió, anomenats «Toca l'acordió!» (Uyna, ğarmun!).

### Lluita tàtara

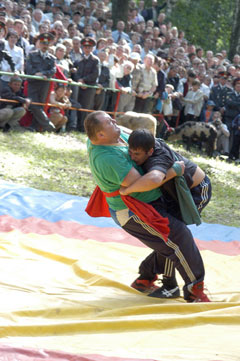
Tatarça köräş

La lluita tàtara (Tatarça köräş, Татарча көрәш [tʌ`tɑrʆɑ kɶ`ræʃ]), és la competició principal del Sabantuy. Els lluitadors utilitzen tovalloles amb el propòsit de tombar l'oponent.
Normalment són els nois joves que inicien la competició. En acabar-se el Sabantuy, la final de köräş passa a ser l'esdeveniment principal del festival. El guanyador esdevé el batr ([bʌ`tɯr]), l'heroi del Sabantuy. El premi varia des d'un be, a àrees rurals, fins a un cotxe, a les urbanes.

### Organització
El Sabantuy no té una data fixa i varia aproximadament des del 15 de juny fins a l'1 de juliol, i normalment coincideix en diumenge. Inicialment se celebra als pobles, seguidament del districte, i finalment a les ciutats principals. L'últim edició del Sabantuy se celebrà a Kazan, la capital de Tatarstan. Una pràctica similar és aplicada per a l'Akatuy a Txuvàixia i l'Habantuy a Baixkíria.
En els darrers anys, el govern rus ha tendit a celebrar el Sabantuy federal, a Moscou. Moltes ciutats d'Europa i Àsia que tenen diàspores tàtares, com Moscou, Sant Petersburg, Tallinn, Praga, Istanbul, Kíev i Taixkent, també el celebren. Es pot considerar com un festival internacional que aplega molta gent de diverses ètnies, tant a Tatarstan, com a tot el món.

## Tradició política
En tant que el Sabantuy és un símbol de Tatarstan, cada president rus que visita la regió, participa en el festival de Kazan. Borís Ieltsin va fer esclatar l'olla amb els ulls embenats a mitjan anys 1990 i Vladímir Putin va trobar la moneda dins de la llet agra. A vegades, aquesta participació en competicions s'interpreta com una acció simbòlica. Ieltsin va resoldre els problemes complexos del Tatarstan d'una manera senzilla però sense garanties, mentre que Putin va descobrir les partides econòmiques del Tatarstan que no es varen transferir al pressupost general rus.